# Melinda
Melinda je ženské křestní jméno nejasného původu. Podle některých odhadů pochází jméno ze spojení jména Melánie či Melisa se jménem Linda. Podle českého kalendáře slaví svátek 13. září, podle maďarského kalendáře 29. října a 2. prosince.
V roce 2014 žilo na světě přibližně 382 736 nositelek jména Melinda, nejvíce z nich v USA, na Filipínách a v Maďarsku. S největší hustotou se jméno vyskytuje v Maďarsku, kde jde o 30. nejčastější ženské jméno. Tam je známé díky spisovateli Józsefu Katonovi, který jméno použil v roce 1815 v historickém dramatu Bánk bán.

## Domácké podoby
Mezi české domácké podoby jména Melinda patří Melka, Meluška, Melča, Linda, Linduška apod.

## Vývoj popularity
Nejvíce populární bylo jméno Melinda v Maďarsku mezi lety 1975 až 1984, kdy se narodilo 1 365 nositelek žijících k roku 2021.

## Známé osobnosti
- Melinda Clarke – americká herečka
- Melinda Czinková – maďarská tenistka
- Melinda Gainsfordová – australská atletka
- Melinda Gatesová – americká manažerka a filantropka
- Melinda Kistétényi – maďarská hudební skladatelka
- Melinda Majorová – maďarská herečka
- Melinda Nadjová Abonjiová – německá spisovatelka maďarského původu
- Melinda Pastrovicsová – maďarská házenkářka
- Melinda Szvordová – maďarská fotbalistka
- Melinda Vinczeová – maďarská házenkářka